# Habemus papam

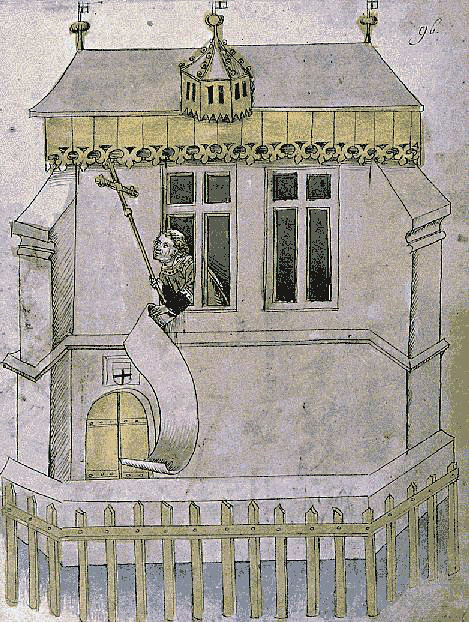
Habemus Papam al Concili de Constança.

Habemus papam ('Tenim papa') és l'anunci en llatí amb què el cardenal protodiaca informa que s'ha escollit un nou papa. L'anunci es fa des del balcó central de la basílica de Sant Pere del Vaticà. Després de l'anunci, el nou papa, si ho creu oportú, es presenta a la gent, pronuncia el seu primer discurs al món després del conclave i imparteix solemnement la seva primera benedicció apostòlica urbi et orbi.

## Fórmula de l'anunci
| Llatí | Català |
| --- | --- |
| Annuntio vobis gaudium magnum: Habemus Papam; Eminentissimum ac reverendissimum Dominum, Dominum [praenomen] Sanctæ Romanæ Ecclesiæ Cardinalem [nomen], Qui sibi nomen imposuit [Nomen pontificale]. | Us anuncio un gran gaudi: Tenim papa! L'eminentíssim i reverendíssim Senyor, En [prenom], cardenal de la Santa Església Romana [cognom], Qui s'ha imposat el nom de [nom papal]. |

L'Habemus Papam donat pel cardenal Jorge Medina Estévez el 19 d'abril del 2005 per anunciar l'elecció del papa Benet XVI fou precedit per una salutació en cinc llengües.
| « | Fratelli e sorelle carissimi (italià). Queridísimos hermanos y hermanas (castellà). Bien chers frères et sœurs (francès). Liebe Brüder und Schwestern (alemany). Dear brothers and sisters (anglès). | » |

## Història
El text de la fórmula està parcialment inspirat en l'Evangeli segons Lluc 2:10-11, el qual registra les paraules de l'àngel anunciant als pastors el naixement del Messies:
| « | Però l'àngel els digué: "No tingueu por, perquè us porto una bona notícia que serà motiu de gran goig per a tothom: Avui us ha nascut al poble de David un salvador, que és el Messies, el Senyor. Sant Lluc 2:10-11. | » |

Cal assenyalar que a la Vulgata, la traducció llatina de la Bíblia per Sant Jeroni (c. 382), els mots emprats són "Evangelizo vobis gaudium magnum", mentre que la paraula "annuntio" era emprada en traduccions anteriors.
L'adopció d'aquesta fórmula data de l'elecció del Papa Martí V (1417), qui fou escollit com nou pontífex pels cardenals i representants de diferents països al Concili de Costança. En aquest context, abans de Martí V, hi havia tres reclamants del tron papal: l'antipapa Joan XXIII (qui havia convocat el concili i nomenat la majoria dels electors), l'antipapa Benet XIII d'Avinyó (l'únic que havia estat nomenat cardenal abans del Cisma d'Occident) i el Papa Gregori XII. Els primers dos foren deposats pel mateix Concili, i Gregori XII abdicà després de convocar formalment el concili i autoritzar-ne els actes. El concili escollí un nou Papa dos anys després que els dos primers contendents fossin deposats i de la renúncia del tercer. L'anunci, per consegüent, podria ser interpretat així: "(Per fi) tenim Papa (i només un!)". L'adopció de la fórmula Habemus papam va tenir lloc abans del 1484, any en què fou emprada per anunciar l'elecció del Papa Innocenci VIII.

### Protodiaques que han fet l'anunci
La llista següent és dels protodiaques que han fet l'anunci d'Habemus papam des de l'any 1605.
| #           | Cardenal                        | Papa                               | Any  |
| ----------- | ------------------------------- | ---------------------------------- | ---- |
| segle xvii  |                                 |                                    |      |
| 1           | Francesco Sforza di Santa Fiora | Lleó XI                            | 1605 |
| 1           | Francesco Sforza di Santa Fiora | Pau V                              | 1605 |
| 2           | Andrea Baroni Peretti Montalto  | Gregori XV                         | 1621 |
| 3           | Alessandro d'Este               | Urbà VIII                          | 1623 |
| 4           | Francesco Barberini             | Innocenci X                        | 1644 |
| 5           | Giangiacomo Teodoro Trivulzio   | Alexandre VII                      | 1655 |
| 6           | Rinaldo d'Este                  | Climent IX                         | 1667 |
| 7           | Francesco Maidalchini           | Climent X                          | 1670 |
| 7           | Francesco Maidalchini           | Innocenci XI                       | 1676 |
| 7           | Francesco Maidalchini           | Alexandre VIII                     | 1689 |
| 8           | Urbano Sacchetti                | Innocenci XII                      | 1691 |
| segle xviii |                                 |                                    |      |
| 9           | Benedetto Pamphilj              | Climent XI                         | 1700 |
| 9           | Benedetto Pamphilj              | Innocenci XIII                     | 1721 |
| 9           | Benedetto Pamphilj              | Benet XIII                         | 1724 |
| 10          | Lorenzo Altieri                 | Climent XII                        | 1730 |
| 10          | Lorenzo Altieri                 | Benet XIV (per Carlo Maria Marini) | 1740 |
| 11          | Alessandro Albani               | Climent XIII                       | 1758 |
| 11          | Alessandro Albani               | Climent XIV                        | 1769 |
| 11          | Alessandro Albani               | Pius VI                            | 1775 |
| segle xix   |                                 |                                    |      |
| 12          | Antonio Doria Pamphili          | Pius VII                           | 1800 |
| 13          | Fabrizio Ruffo                  | Lleó XII                           | 1823 |
| 12          | Giuseppe Albani                 | Pius VIII                          | 1829 |
| 12          | Giuseppe Albani                 | Gregori XVI                        | 1831 |
| 14          | Tommaso Riario Sforza           | Pius IX                            | 1846 |
| 15          | Prospero Caterini               | Lleó XIII                          | 1878 |
| segle xx    |                                 |                                    |      |
| 16          | Luigi Macchi                    | Pius X                             | 1903 |
| 17          | Francesco Salesio Della Volpe   | Benet XV                           | 1914 |
| 18          | Gaetano Bisleti                 | Pius XI                            | 1922 |
| 19          | Camilo Caccia Dominioni         | Pius XII                           | 1939 |
| 20          | Nicola Canali                   | Joan XXIII                         | 1958 |
| 21          | Alfredo Ottaviani               | Pau VI                             | 1963 |
| 22          | Pericle Felici                  | Joan Pau I                         | 1978 |
| 22          | Pericle Felici                  | Joan Pau II                        | 1978 |
| segle xxi   |                                 |                                    |      |
| 23          | Jorge Arturo Medina Estévez     | Benet XVI                          | 2005 |
| 24          | Jean-Louis Tauran               | Francesc                           | 2013 |